# Monstereophonic (Theaterror vs. Demonarchy)
Monstereophonic (Theaterror vs. Demonarchy) osmi je studijski album finskog benda Lordi. Album je objavljen 16. rujna 2016. godine. Dok Theaterror, prvi dio albuma, sadrži pjesme bendovog uobičajenog stila, drugi dio albuma, Demonarchy, konceptualne je prirode, a pjesme traju šest ili više minuta. Kostimi članova benda bili su podijeljeni po pola, predstavljajući dvije strane albuma. 

## Popis pjesama
1. SCG8: One Message Waiting
2. Lets Go Slaughter He-Man (I Wanna Be the Breast-Man in the Masters of Universe)
3. Hug You Hardcore
4. Down with the Devil
5. Mary is Dead
6. Sick Flick
7. None for One
8. SCG VIII: Opening Scene
9. Demonarchy
10. The Unholy Gathering
11. Heaven Sent Hell on Earth
12. And the Zombie Says
13. Break of Down
14. The Night the Monsters Died

Ukupna duljina:  64:19

## Zasluge
- Mr. Lordi – vokali, grafički dizajn, gitara (pjesme 9 – 14)
- Amen – gitara (pjesme 2 – 7)
- Ox – bas gitara
- Mana – bubnjevi, pozadinski vokali, produkcija
- Hella – klavijature

## Plasman
| Država                           | Najbolji položaj (2016.) | Izvor |
| -------------------------------- | ------------------------ | ----- |
| Finska (Suomen virallinen lista) | 10                       | [ 2 ] |
| Njemačka (Offizielle Top 100)    | 52                       | [ 3 ] |
| Švicarska (Schweizer Hitparade)  | 83                       | [ 4 ] |